# Miranda (futebolista)
Donizete Manuel Onofre, mais conhecido como Miranda (Presidente Prudente, 30 de maio de 1957), é um ex-futebolista brasileiro que atuava como lateral-esquerdo.
Miranda iniciou sua carreira como lateral-direito, chegando a atuar também como ponta. Teve grande destaque ao ser campeão brasileiro em 1978 pelo Guarani.

## Títulos
Guarani
- Campeonato Brasileiro: 1978

Atlético Mineiro
- Campeonato Mineiro: 1981, 1982, 1983
- Torneio de Berna: 1983